# Fronteira Camboja–Vietname
A fronteira entre Camboja e Vietname é a linha que limita os territórios do Camboja e do Vietname. Durante a maior parte da sua história, o Camboja foi dominado pelo grande poder político do Vietname na região e pagava tributo aos governantes vietnamitas. No século XIX, ambos os estados formaram parte da Indochina Francesa. Vietnamitas e Cambojanos nacionalistas colaboraram para combater as forças francesas durante a Primeira Guerra da Indochina (1945-54) e obter a independência. Conseguida esta, e depois do fim da Guerra do Vietname, houve um breve período de paz.
Logo os estados entraram em conflito. Com a Guerra Camboja-Vietname, que decorreu de 1975 a 1989, a fronteira foi zona de graves incidentes. Com o fim do conflito as relações entre os dois estados têm vindo a melhorar. O comércio foi incentivado com a pertença de ambos os estados na chamada Cooperação Mekong-Ganges. Ambos fazem também parte da ASEAN.